# Lewiatan (powieść Borisa Akunina)
Lewiatan – powieść detektywistyczna autorstwa Borisa Akunina. Trzecia część cyklu o Eraście Fandorinie.

## Fabuła
Jest rok 1878. W Paryżu dochodzi do zbrodni, kiedy podczas kradzieży złotego posążka Śiwy ginie właściciel kolekcji antyków indyjskich, siedem osób służby i dwójka dzieci. Wszyscy z wyjątkiem kolekcjonera zostają zabici zastrzykiem trucizny. Na miejscu zbrodni policja znajduje jedyny ślad – złotą przywieszkę pasażera pierwszej klasy dziewiczego rejsu nowego ekskluzywnego statku „Lewiatan”, płynącego do Kalkuty. Na pokładzie statku znajduje się komisarz paryskiej policji Gauche, który podejrzewa o dokonanie zbrodni każdego z pasażerów nieposiadających przywieszki. Erast Fandorin, dyplomata delegowany na placówkę w Japonii, płynie Lewiatanem i również należy do grona podejrzanych…